# Henry de la Beche
Henry Thomas de la Beche (Londres, 10 de fevereiro de 1796 — Londres, 13 de abril de 1855) foi um geólogo britânico, o primeiro diretor do Serviço Geológico da Grã-Bretanha, que ajudou a ser pioneiro métodos de pesquisa na geologia. Ele foi o primeiro presidente da Sociedade Paleontográfica.
Foi laureado com a Medalha Wollaston de 1855, concedida pela Sociedade Geológica de Londres.

## Biografia
De la Beche nasceu em Welbeck Street, Cavendish Square, Londres. Ele era o único filho de Thomas De la Beche (1755-1801) e sua esposa, Elizabeth. O nome da família era originalmente Beach, mas seu pai o mudou para criar uma conexão fictícia com os barões medievais De la Beche de Aldworth, Berkshire. Seu pai serviu como brevet major (mais tarde tenente-coronel) no oficial de regimento de cavalaria fencible de Norfolk no exército britânico e era um proprietário de escravos com uma propriedade na Jamaica. Em 1800, a família viajou para a plantação na Jamaica quando Thomas herdou a propriedade e seu pai morreu lá no ano seguinte. Mãe e filho voltaram para a Inglaterra, tendo naufragado ao norte de San Domingo em sua viagem.
De la Beche passou a infância morando com sua mãe em Lyme Regis, onde adquiriu o amor pela geologia por meio de sua amizade com Mary Anning. Na idade de quatorze anos ele entrou no Royal Military College, então em Great Marlow em Buckinghamshire.
A paz de 1815, no entanto, mudou sua carreira. Na idade de 21 anos, De la Beche ingressou na Sociedade Geológica de Londres.  Ele se tornou um ávido colecionador de fósseis e ilustrador, colaborando com William Conybeare em um importante artigo sobre a anatomia do ictiossauro e do plesiossauro que foi apresentado à Sociedade em 1821. Ele continuou ao longo da vida a ser um dos mais membros ativos, úteis e honrados, servindo como presidente da Sociedade de 1848 a 1849. Ele visitou muitas localidades de interesse geológico, não apenas na Grã-Bretanha, mas também na França, Jamaica e Suíça. Na Jamaica, ele ficou em sua propriedade, Halse Hall, Clarendon Parish, em 1823–1824 e publicou seu relato geológico da Jamaica em 1827. Voltando ao sudoeste da Inglaterra, ele começou a investigação detalhada das rochas da Cornualha e de Devon. O contato com a comunidade mineira daquela parte do país deu-lhe a ideia de que a nação deveria compilar um mapa geológico do Reino Unido, coletar e preservar espécimes para ilustrar e auxiliar no desenvolvimento de suas indústrias minerais.

## Topografia
O governo então nomeou De la Beche para trabalhar com o Ordnance Survey. Isso formou o ponto de partida do Geological Survey of Great Britain, que foi oficialmente reconhecido em 1835, quando De la Beche foi nomeado diretor. Como o primeiro diretor do Museu de Geologia Prática na Jermyn Street, em 1843 ele doou muitos de seus próprios livros para estabelecer a biblioteca.
Um estoque crescente de espécimes valiosos começou a chegar a Londres; e o prédio em Craig's Court, perto de Whitehall, onde o jovem Museu de Geologia Econômica (mais tarde Prática) foi localizado, tornou-se muito pequeno. De la Beche apelou às autoridades para fornecer uma estrutura maior e para ampliar todo o âmbito do estabelecimento científico do qual ele era o chefe. O parlamento aprovou a construção de um museu em Jermyn Street, Londres, e a organização de uma equipe de professores com laboratórios e outros aparelhos. O estabelecimento, no qual se combinavam os escritórios do Geological Survey, o Museum of Practical Geology, a Royal School of Mines e o Mining Record Office, foi inaugurado em 1851.
As condições dos testes científicos eram rudimentares; como parte das investigações de seu colega Lyon Playfair sobre "latrinas transbordando", Sir Henry De la Beche certa vez assumiu o papel de vomitador de teste, para avaliar o fluxo de esgoto.
Em 1830, De la Beche publicou Seções e vistas, ilustrativas de fenômenos geológicos, uma série de desenhos de linhas para encorajar representações mais precisas de formações geológicas. Ele também publicou numerosas memórias sobre geologia inglesa nas Transactions of the Geological Society of London, bem como nas Memoirs of the Geological Survey, notavelmente no Report on the Geology of Cornwall, Devon e West Somerset (1839). Ele também escreveu A Geological Manual (1831; 3ª ed., 1833); e Researches in Theoretical Geology (1834), em que enunciou um tratamento filosófico das questões geológicas muito antes de seu tempo. Um primeiro volume, How to Observar Geology(1835 e 1836), foi reescrito e ampliado por ele no final da vida, e publicado sob o título de The Geological Observer (1851; 2ª ed., 1853).

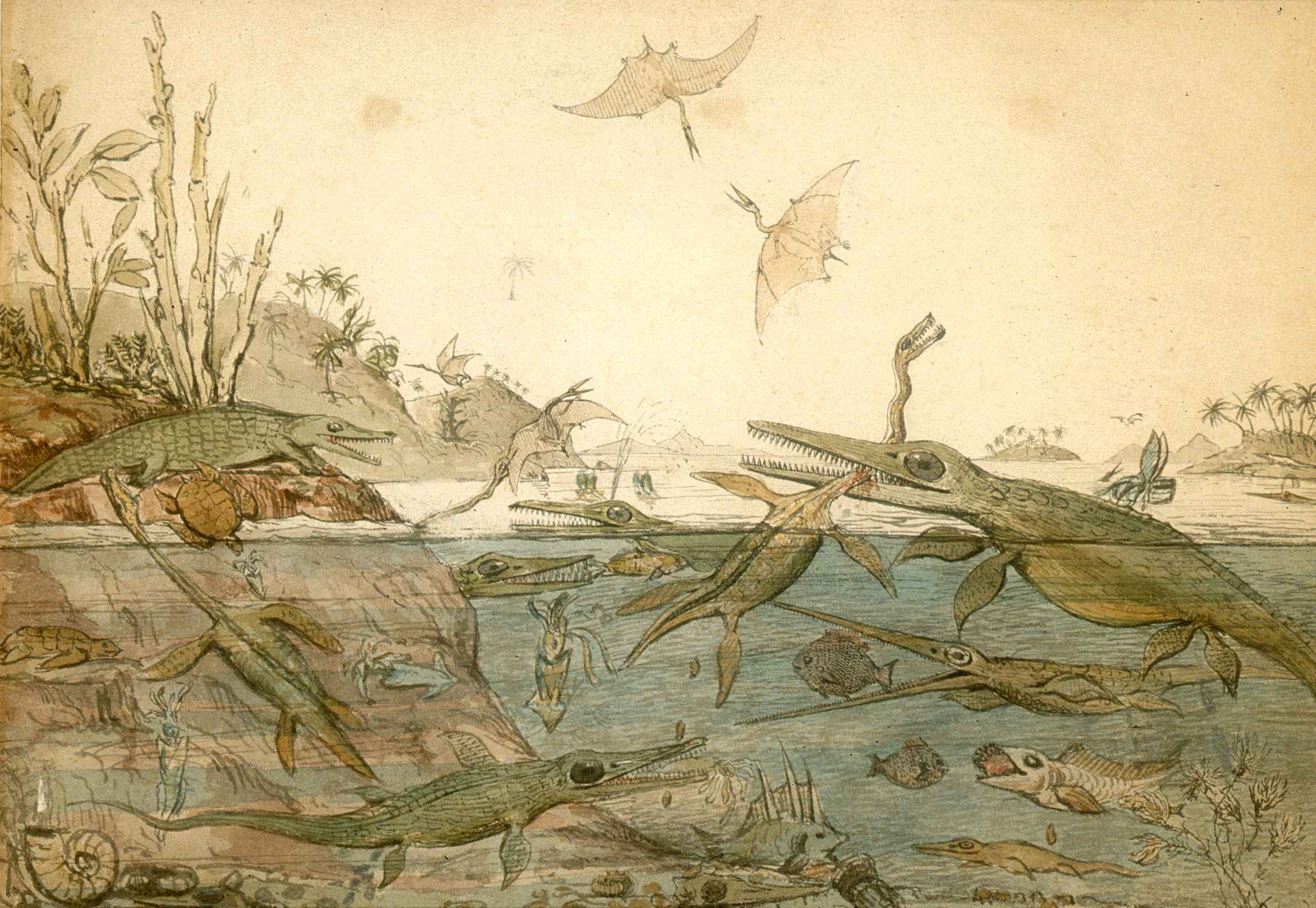
Duria Antiquior - A more Ancient Dorset é uma aquarela pintada em 1830 por Henry De la Beche, com base em fósseis encontrados por Mary Anning

De la Beche foi o principal antagonista de Roderick Murchison e Adam Sedgwick no que foi rotulado de A Grande Controvérsia Devoniana. Ele frequentemente usava desenhos animados como uma forma diplomática de expressar suas frustrações neste e em outros assuntos.
Ele foi eleito membro da Royal Society em 1819. Foi nomeado cavaleiro em 13 de abril de 1842 e, perto do fim de sua vida, recebeu a medalha Wollaston. Em 1852, ele foi eleito membro estrangeiro da Real Academia de Ciências da Suécia.
Após sua morte, alunos do Royal College of Mines e de outras instituições competiram pela bolsa da medalha De la Beche.  A medalha era de fato a segunda impressão, de uma medalha De la Beche tinha originalmente tinha gravado e golpeou para os escravos que herdou de seu pai na plantação na Jamaica em seu retorno a Lyme Regis em 1825. A a segunda versão da medalha, em prata e bronze, foi gravada por William Wyon da Casa da Moeda Real - com o retrato de De la Beche de um lado e a plantação do outro - a plantação sendo substituída por martelos cruzados para a Escola de Minas.
Em junho de 2020, a De La Beche Society, uma sociedade de geologia administrada por estudantes no Imperial College, anunciou que estava se distanciando de Henry De la Beche por causa de seu legado como proprietário de escravos. Eles se renomearam como Imperial College Geology Society enquanto estão sendo consultados sobre um novo nome permanente.
Ele está enterrado no Kensal Green Cemetery, em Londres.

## Desenhos animados

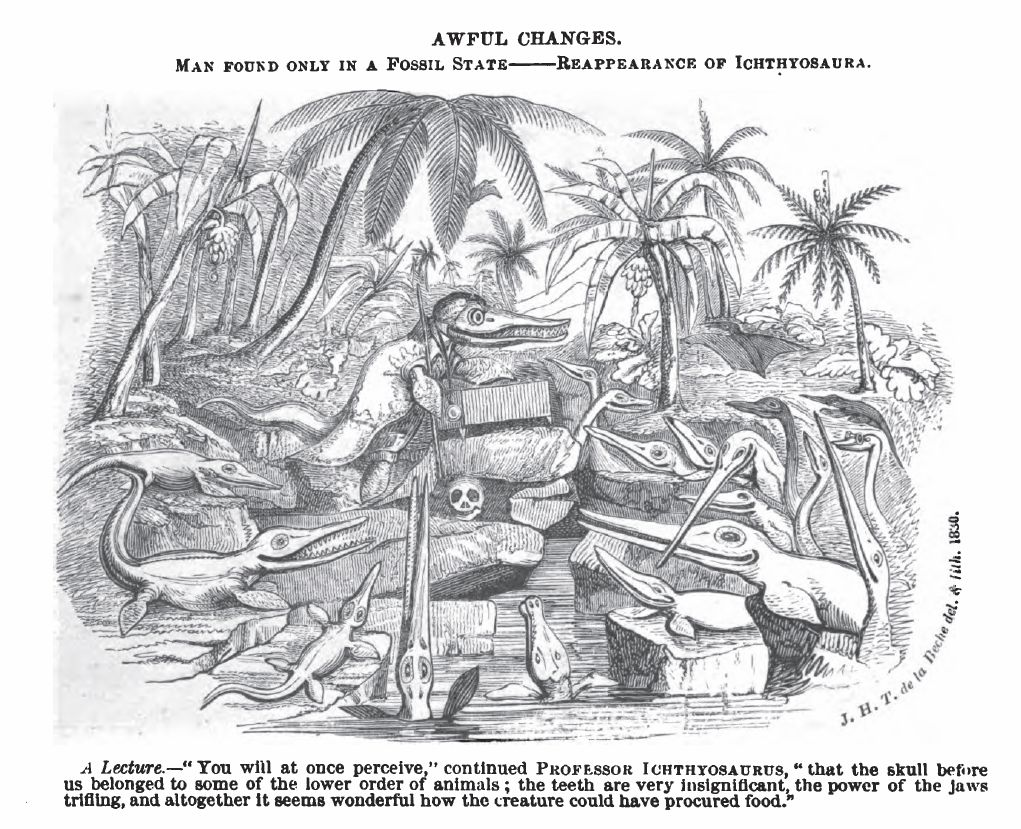
A conhecida caricatura de De la Beche, "Mudanças horríveis"

Grande defensor do trabalho e da importância de Mary Anning, de Lyme Regis, Henry De la Beche desenhou um esboço, em 1830, intitulado Duria Antiquior - A More Ancient Dorset, que mostrava os achados de Mary Anning: (três tipos de Ictiossauro, um Plesiossauro e Dimorphodon). Parece até mostrar a produção de coprólitos, de um plesiossauro aterrorizado. De la Beche ajudou Anning, que estava com dificuldades financeiras, fazendo uma impressão litográfica de sua aquarela e doando para ela o lucro da venda das gravuras. Esta se tornou a primeira cena desse tipo em tempos profundos a ser amplamente divulgada.
Ele era um grande e objetivo cientista e zombava de algumas das teorias mais bizarras da época, como a apresentada por Charles Lyell, propondo que a história geológica e biológica eram cíclicas e que as formas de vida antigas voltariam a andar na Terra. Seu desenho, também desenhado em 1830, era intitulado Mudanças Terríveis e retratava um professor de ictiossauro falando sobre um crânio humano fossilizado: "'Você perceberá imediatamente' continuou o Professor Ictiossauro, 'que o crânio diante de nós pertencia a algum da ordem inferior de animais; os dentes são muito insignificantes, o poder das mandíbulas é insignificante e, no geral, parece maravilhoso como a criatura poderia ter procurado alimento'".

## Obras
- "Geological notes" (Londres 1830)
- "Sections and views of geological phenomena" (1830)
- "Geological manual" (1831; Berlim 1832)
- "Researches in theoretical geology" (1834;  Quedlimburgo 1836)
- "How to observe" (1835)
- "Geological observer" (1853; Braunschweig 1853)